# Rare groove
Rare groove är en relativt bred musikterm som syftar till svårfunnen och relativt obskyr soulmusik och jazz. Rare groove är främst associerat med funk, jazz och pop, men även närliggande subgenres som jazz funk, latin jazz, R&B, northern soul och disco. Vinylskivor som faller under denna beteckning har ofta mycket högt andrahandsvärde och är inte bara eftersökta av samlare utan även av hiphop-producenter och DJs. Termen myntades av den brittiska DJ:n Norman Jay efter hans program "The Original Rare Groove Show" på piratradiostationen Kiss 94 FM.